# Chevrolet Camaro
La Chevrolet Camaro è una "pony car" costruita nel nord America dalla casa automobilistica statunitense Chevrolet, facente parte del gruppo General Motors, presentata il 26 settembre 1966 come modello del 1967, fu progettata per competere con la Ford Mustang.
La prima serie condivideva la carrozzeria e la maggior parte delle componenti della Pontiac Firebird, introdotta nel 1967.
Quattro generazioni di Chevrolet Camaro sono state costruite fino al 2002. La quinta generazione è stata presentata nel 2007 e la sesta è stata introdotta nel 2015, la cui produzione è terminata nel dicembre 2023.

## Prima generazione (1966-1970)
La prima generazione di Chevrolet Camaro debuttò nel 1966 ed era offerta in configurazione coupé e cabriolet. La scelta di propulsori e cilindrate era varia spaziando dai motori in linea a sei cilindri per passare ai motori V8 con cubature dai 3,8 ai 6,5 litri. La configurazione meccanica era quella classica delle sportive del tempo con motore installato in posizione anteriore e trazione sulle ruote posteriori.

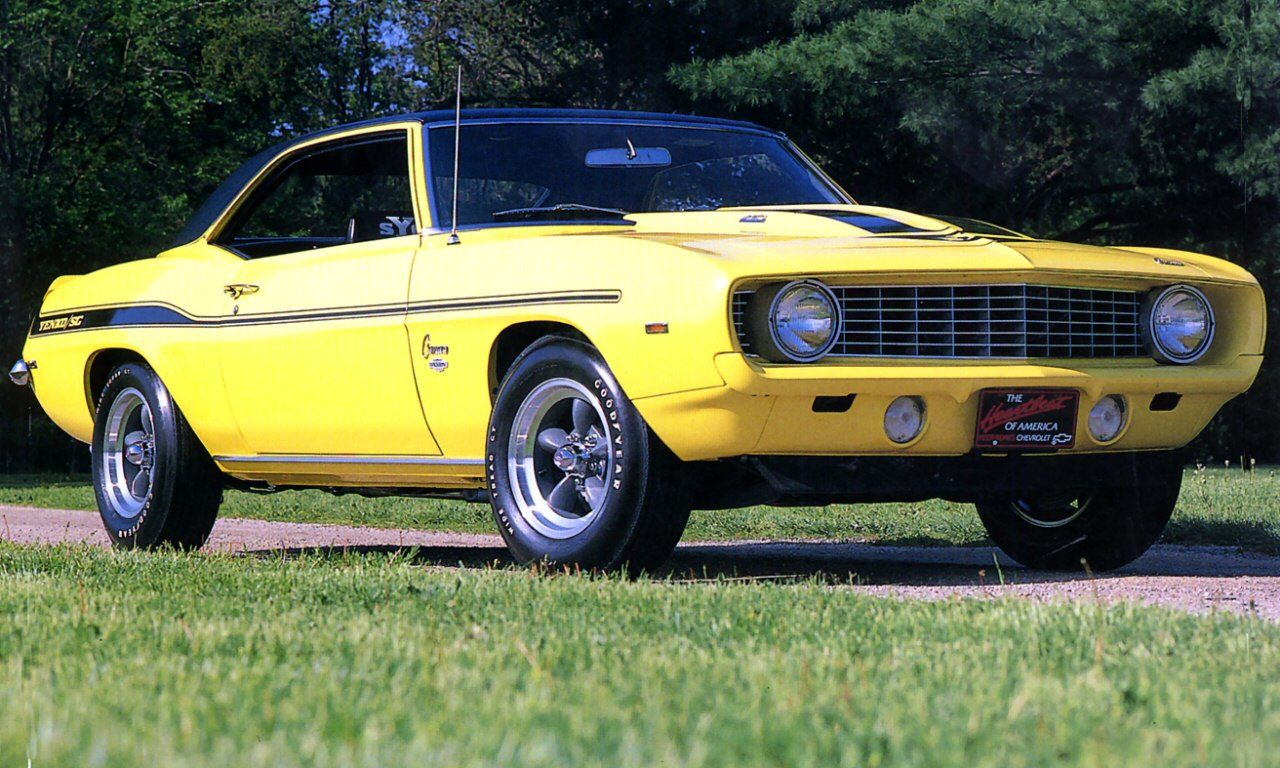
Una Chevrolet Camaro Yenko 427

Per contrastare le vendite della Ford Mustang, la Camaro subì un restyling nel 1969. Questa nuova versione vendette 240.000 unità. Le versioni disponibili erano 20, di cui la migliore era la COPO 427 insieme alla Yenko. Esse erano fornite di un motore da 425 HP e cambio manuale a 4 rapporti. Si ricorda anche la Z28, con un motore da 290 CV alimentato da un unico carburatore Holley 850 Cfm. Per migliorare il controllo furono adottati un cambio manuale a 4 rapporti ravvicinati e un differenziale a slittamento limitato. La Z28 passava da 0 a 100 km/h in 7,5 secondi, raggiungeva i 400 metri da ferma in 15 secondi e aveva una velocità massima di 210 km/h. Le sospensioni anteriori erano indipendenti a bracci corti e lunghi, mentre il semiasse posteriore era sostenuto da molle a balestra. L'auto poteva essere equipaggiata con 4 freni a disco, mentre il servosterzo era di serie. I cerchi erano da 15 pollici e adottavano pneumatici Firestone Sports Car 200.
La ZL1 era più potente della COPO 427 e della Yenko, e fu costruita in 69 esemplari per ottenere l'omologazione a competere nelle drag-racing del campionato NHRA. Il propulsore era un V8 427 derivato dalle Chaparral (probabile Chevrolet), con 500 CV di potenza.

### Motorizzazioni
- 4,0 L (250cui) R6 155 PS
- 4,9 L (302cui) V8 290 PS (Z-28)
- 5,4 L (327cui) V8 210 PS
- 5,4 L (327cui) V8 275 PS
- 5,7 L (350cui) V8 255 PS
- 5,7 L (350cui) V8 295 PS (SS350)
- 6,5 L (396cui) V8 375 PS (SS396)
- 6,5 L (396cui) V8 425 PS (SS396)
- 7,0 L (427cui) V8 430 PS (SS427)

## Seconda generazione (1970-1981)
Dopo soli quattro anni venne presentata la seconda serie della Camaro con evidenti modifiche soprattutto all'estetica. Tutte le misure di ingombro aumentarono rispetto alla serie precedente. La seconda fu anche la serie che rimase per più tempo in produzione, per 12 anni. Le trasmissioni disponibili erano manuale a quattro marce o automatica a 3 marce.
La versione di punta della seconda generazione fu la Z28, equipaggiata con un propulsore LT-1 350 da 360 CV di potenza abbinato ad un cambio automatico. La vettura era identificabile anche grazie alle decalcomanie da gara sulla carrozzeria e al cofano con apertura centrale.

### Motorizzazioni
- 1979-1981: 3,8 L V6 (229 cui) della Chevrolet
- 1980-1981: 3,8 L V6 (231 cui) della Buick (solo per la California)
- 1970-1979: 4,1 L 6 cilindri in linea (250 ci) della Chevrolet
- 1970-1973: 5 L V8 (307 cui) della Chevrolet
- 1976-1981: 5 L V8 (307 cui) della Chevrolet
- 1970-1981: 5 L V8 (305 cui) della Chevrolet
- 1970-1981: 5,7 L V8 (350 cui) della Chevrolet
- 1970-1972: 6,6 L V8 (402 cui) della Chevrolet
- 1970-1973: 7,4 LV8 (454 cui) della Chevrolet

## Terza generazione (1981-1992)

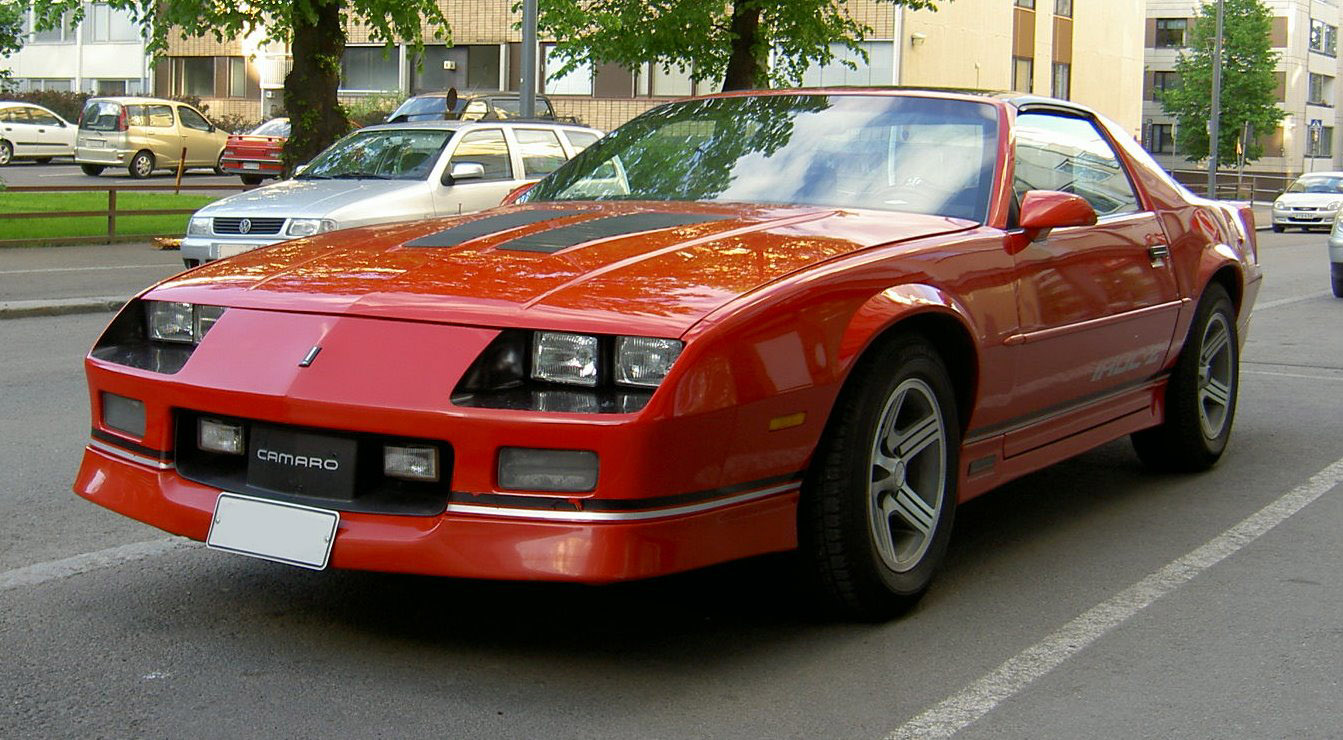
Una Chevrolet Camaro IROC-Z

Tra le modifiche nella meccanica introdotte nella terza versione di Camaro del 1982 sono da citare l'introduzione dell'iniezione e quella dei nuovi cambi manuali a 5 marce o automatici a 4. Contemporaneamente vennero introdotti dei nuovi propulsori di cilindrata ridotta rispetto alle serie precedenti, in modo che la scelta, sempre piuttosto vasta spaziasse ora dai 2,5 ai 5,7 litri.
Una modifica estetica appariscente fu l'adozione dei fari anteriori di forma quadrata al posto di quelli circolari in uso fino ad allora.
Nel 1985 la Chevrolet rilasciò una versione speciale della Camaro di terza generazione, e cioè la IROC-Z (il cui nome deriva dal campionato International Race of Champions). 
Le modifiche apportate consistevano in sospensioni modificate, decalcomanie dedicate e un sistema di iniezione PFI (Port Fuel Injection) derivato dalla Chevrolet Corvette.

### Motorizzazioni
- 1982-1986: 2,5  L (151 cui) 4 cilindri in linea
- 1982-1984: 2,8  L (173 cui) V6
- 1985-1989: 2,8  L (173 cui) V6
- 1990-1992: 3,1  L (191 cui) V6
- 1982-1983: 5  L (305 cui) LU5 V8
- 1982-1987: 5  L (305 cui) LG4 V8
- 1983-1986: 5  L (305 cui) L69 V8
- 1988-1992: 5  L (305 cui) LO3 V8
- 1985-1992: 5  L (305 cui) LB9 V8
- 1987-1992: 5,7  L (350 cui) L98 V8

## Quarta generazione (1993-2002)
La quarta generazione di Camaro, entrata in produzione nel 1993 subito dopo la presentazione del modello speciale per il 25° anniversario della presentazione, fu una rivoluzione estetica rispetto alle antenate. La linea divenne tondeggiante, seguendo i dettami stilistici del periodo, e il numero di propulsori disponibili si ridusse; rimanevano disponibili solo i motori a V da 6 o 8 cilindri, in cilindrate che spaziavano fra i 3400 e i 5700 centimetri cubici.

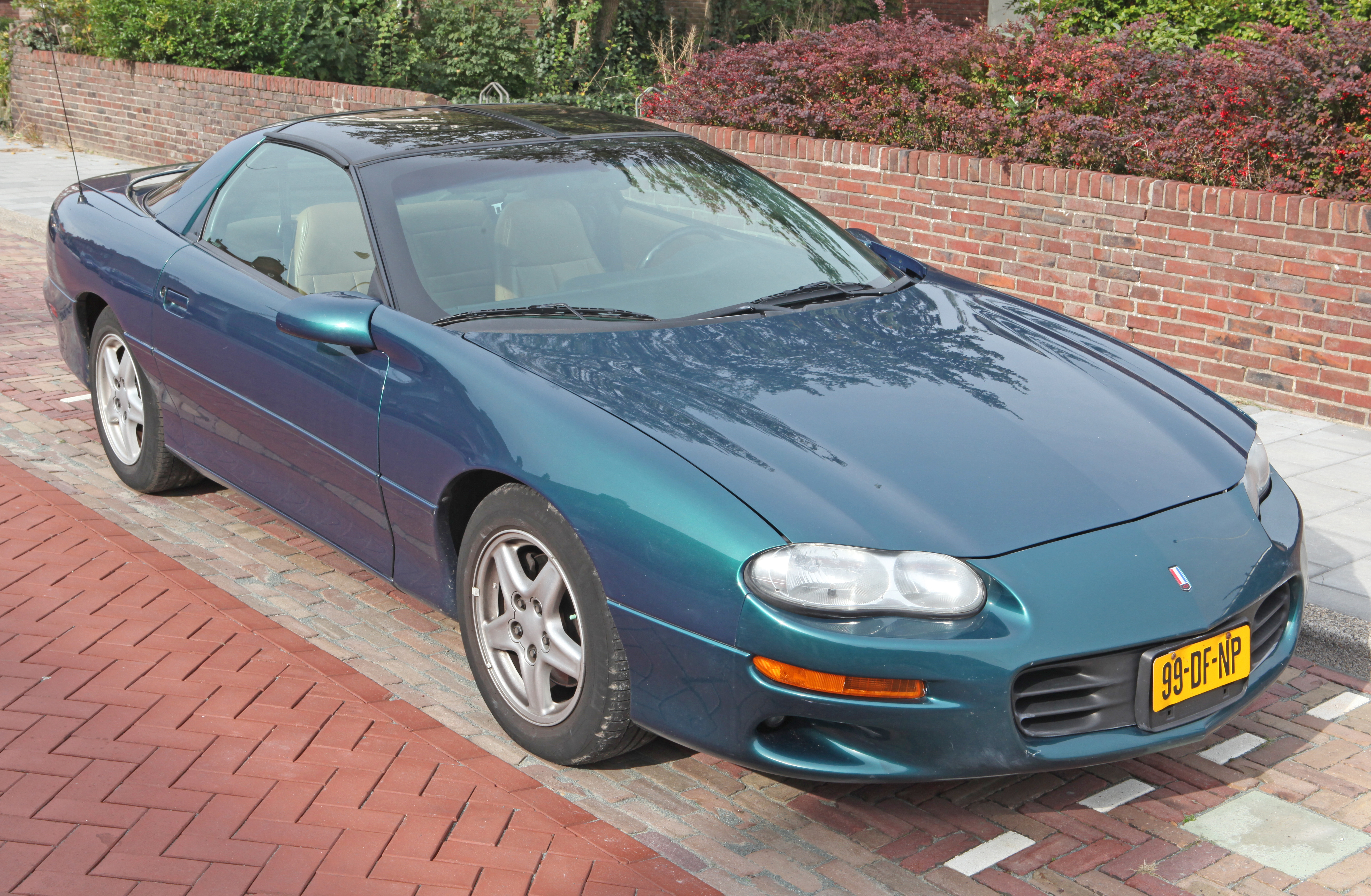
Restyling 1998

La trazione è posteriore con motore anteriore. I freni sono a disco autoventilati. Il modello base era equipaggiato con il 3400 V6 L32, mentre le versioni Z28 montavano un 5700 V8 LT1 da 285 CV. A partire dal 1995 in California, e 1996 su tutti i mercati, le versioni base adottarono il nuovo 3800 V6 L36, più potente rispetto all'L32 ed in grado di attenersi alle rigide normative sull'inquinamento imposte all'epoca, mentre sulle versioni Z28 ed SS (introdotta nel 1996) venne sostituito il vecchio 5700 LT1 con il nuovo 5700 LS1, in alluminio con camicie in ghisa, capace di erogare 305 CV. Nel 1998 venne eseguito un restyling.
Gli ingombri del modello fino al 1999 erano di 4907 mm di lunghezza, i 1822 e 1303 rispettivamente di larghezza ed altezza, mentre dal 2000 fino a fine produzione la lunghezza aumentò fino a 4.915 millimetri e l'altezza diminuì di soli tre millimetri (1300 mm).
Con la quarta generazione venne trasferita anche la linea di montaggio della Camaro dagli stabilimenti di Van Nuys in California a quelli canadesi di Sainte-Thérèse, nel Québec.

### Motorizzazioni
- 1993-1995: 3.4  litri (208 cid) V6
- 1995-2002: 3.8  litri (231 cid) V6
- 1993-1997: 5.7  litri (348 cid) V8
- 1997: 5.7  litri (350 cid) V8
- 1998-2002: 5.7  litri (346 cid) V8

## Quinta generazione (2009-2015)

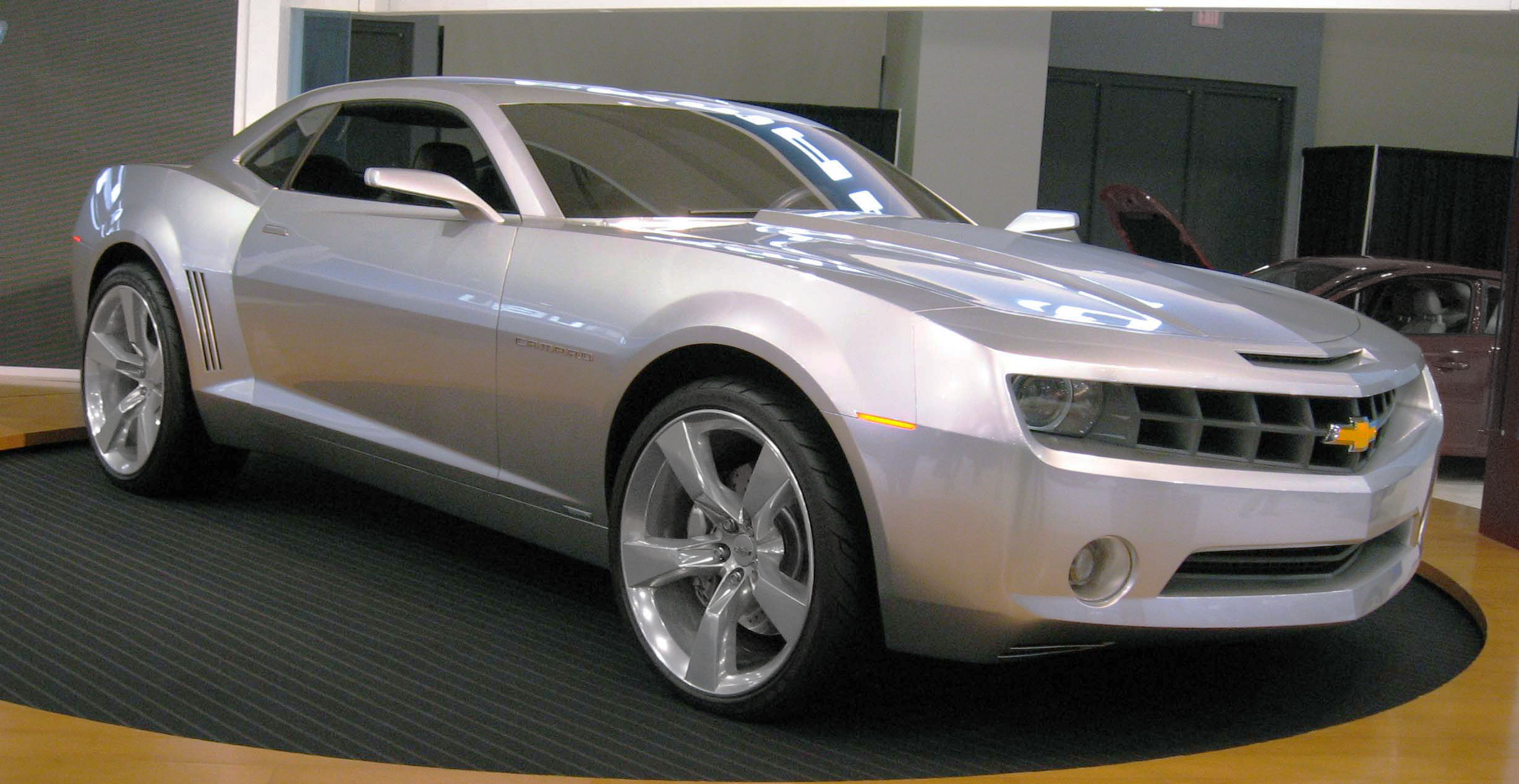
La Camaro Concept del 2006

Sulla base della Camaro Concept del 2006 e della Camaro Convertible Concept del 2007, la produzione della quinta generazione Camaro è stata approvata il 10 agosto 2006. La fabbrica canadese del gruppo General Motors ne ha cominciato la produzione il 16 marzo 2009 come "model year" 2010. Nello stesso periodo è stata lanciata la versione SS, dotata di un propulsore LS3 V8 da 422 CV di potenza.
Il 22 maggio 2012 il modello è offerto in versione coupé o cabrio, in 2 motorizzazioni ed in 2 serie diverse di allestimento: base e 45th. Tutte le versioni sono equipaggiate da un motore V8 aspirato di 6,2 litri di cilindrata da 405 o 426 CV.

Nel 2012 è stata lanciata la versione potenziata della Camaro, la ZL1. Dotata di propulsore V8 da 550 CV, è stata equipaggiata con il servosterzo elettronico e con il Magnetic Ride Control, il quale si occupa della gestione delle sospensioni in tempo reale. L'aerodinamica è stata migliorata con l'introduzione di nuovi elementi in fibra di carbonio. Gli pneumatici sono stati ingranditi ed è stato introdotto un nuovo tipo di scarico sportivo.

## Sesta generazione (2015-2023)
Il 16 maggio 2015 Chevrolet ha presentato la sesta generazione della Camaro a Detroit. Il lancio, alla presenza di tutte le Camaro delle generazioni precedenti, ha coinciso con il 50º anniversario del veicolo.
La sesta generazione della Camaro ha iniziata ad essere venduta alla fine del 2015; l'auto è offerta nelle versioni LT e SS costruiti sulla piattaforma GM Alpha a Lansing nel Michigan. La piattaforma è la stessa della Cadillac ATS. La Camaro pesa 91 kg in meno rispetto alla generazione precedente. Oltre il 70% dei componenti della sesta generazione della Camaro sono unici per l'automobile e non sono condivisi con gli altri prodotti della GM.
Sono tre le motorizzazioni: un 2.0 litri turbo con quattro cilindri in linea che produce 275 CV, un nuovo 3.6 litri V6 con 335 CV, mentre per il modello SS è presente il 6.2 litri V8 LT1 con 455 CV; il modello ZL1 adotta un motore da 6.2 litri sovralimentato LT4 con 650 CV e 881 Nm di coppia basata su quello della Corvette Z06 e la trasmissione è affidata a un cambio un manuale a sei marce o a un automatico a otto rapporti. La ZL1 ha una velocità massima di 310 km/h, e ha stabilito un tempo sul giro al Nürburgring Nordschleife di 7:29.6, battendo il record precedente per vettura a motore anteriore detenuto dall'Alfa Romeo Giulia Quadrifoglio.

## Versioni speciali

### Chevrolet Camaro 1967 Hot Wheels Concept
Presso il SEMA 2012 di Las Vegas, la General Motors, in collaborazione con la Hot Wheels, ha presentato una concept car che anticipa le idee alla base della futura Camaro Hot Wheels 2013. Tale vettura, denominata Camaro 1967 Hot Wheels Concept, è un originale Camaro di prima serie del 1967 elaborata basandosi sul modellino 1:64 realizzato nello stesso periodo dalla famosa casa di modellini automobilistici. Meccanicamente, la concept presenta un propulsore LS3 E-Rod V8 da 6,2 litri da 430 CV e 612 Nm di coppia abbinato ad un cambio automatico 4L65-E a 4 rapporti. L'assetto presenta 4 bracci tubolari nella parte anteriore e 4 bracci regolabili nella parte posteriore. I freni sono a disco con 4 pistoncini ciascuno. Esteticamente, per rassomigliare ancora di più al modellino di ispirazione, la vettura presenta una verniciatura Blu elettrico, maniglie di apertura delle porte eliminate, fari anteriori oscurati, cerchioni con il disegno a stella e otto terminali di scarico laterali. Gli interni sono composti dai sedili della Camaro modello 2012 in pelle bianca con cuciture blu abbinati ai pannelli porta e posteriori, cruscotto, rivestimenti montanti e padiglione rivestiti in vinile argentato.

### Chevrolet Camaro COPO Convertible
Al SEMA 2012, la GM ha presentato una versione speciale della Camaro di 5ª generazione della Camaro, e cioè la COPO (Central Office Production Order) Convertible. Questa vettura è stata sviluppata per le gare di accelerazione sul quarto di miglio. Meccanicamente, la vettura presenta un propulsore 327 V8 3,5 litri abbinato ad un compressore Whipple da 4 litri. Tale configurazione permette di erogare una potenza di 550 CV controllata da un cambio Turbo 400 a 3 rapporti. Altre dotazioni inserite sono un roll-bar, un assale rinforzato e un paracadute omologati dal NHRA.

### Chevrolet Camaro Z28 30th Anniversary
La Chevrolet, per festeggiare i 30 anni di produzione della Camaro nel 1997, ha deciso la produzione di alcune Z28 coupé convertibili, tutte di colore Bianco-Ghiaccio con bande arancioni. La meccanica risulta invariata rispetto alle Camaro Z28 di serie.

### Chevrolet Camaro Performance Garage Concept
Presso il SEMA svoltosi a Las Vegas nel 2013 la Chevrolet ha presentato una nuova versione della Camaro denominata Performance Garage Concept. Basata sul modello SS, essa implementa componenti derivate dalla Z/28 e dalla ZL1. Il design è stato ritoccato, mentre l'aerodinamica è stata migliorata con l'introduzione di uno spoiler e di un diffusore posteriore. I vetri sono oscurati e sono presenti diversi decalcomanie dedicate.

### Chevrolet Camaro SSX

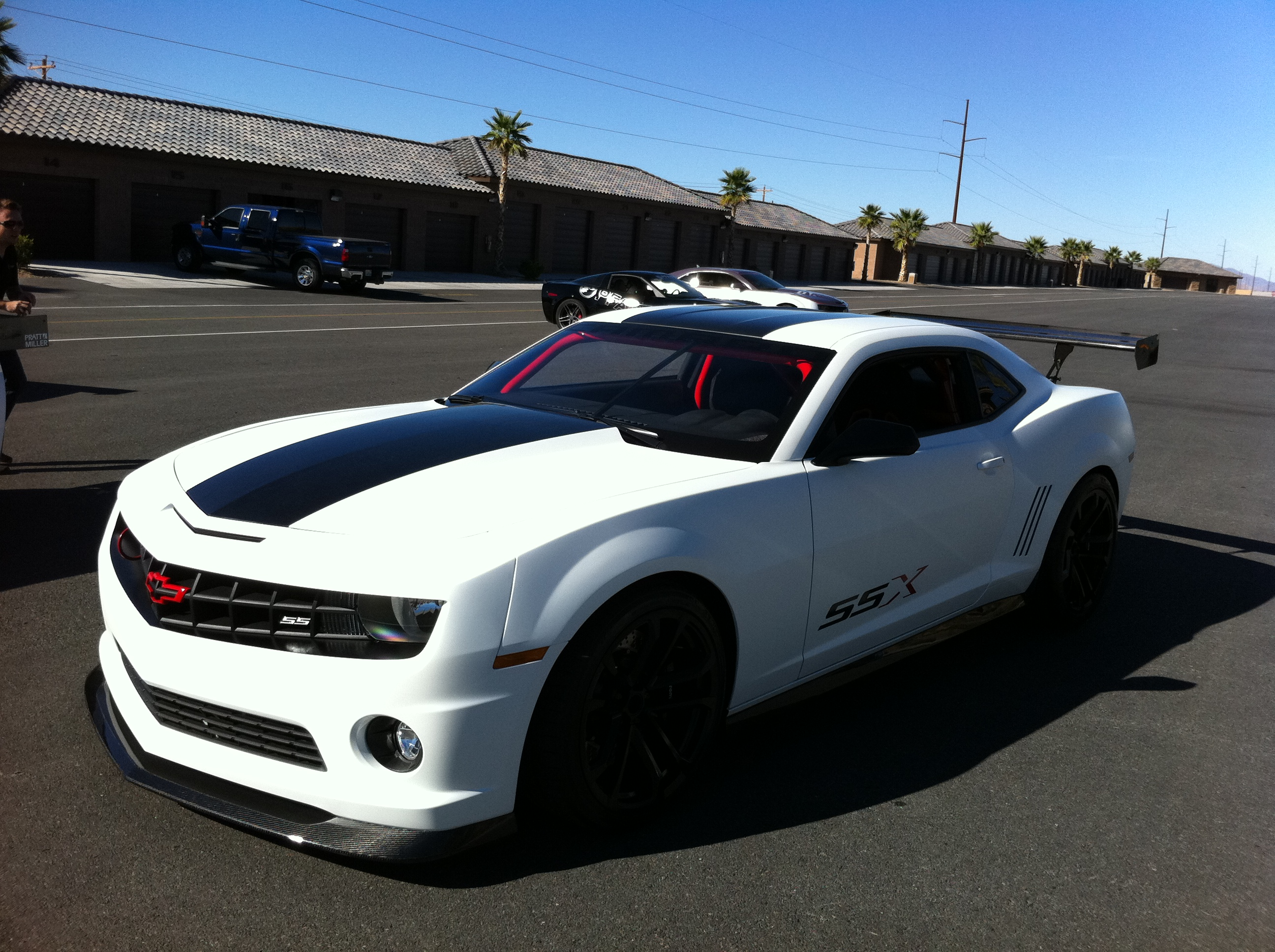
Chevrolet Camaro SSX

Al SEMA del 2010 è stata presentata la SSX, una versione ad alte prestazioni derivata dalla SS. Sono state aggiunte numerose componenti aerodinamiche in fibra di carbonio e il propulsore V8 è stato potenziato con nuove canne, testate riviste e carter secco. Il tutto viene ora gestito da un cambio derivato della Corvette ZR1 e sono stati impiantati dei freni Brembo Gran Turismo. L'intero veicolo è stato alleggerito eliminando ogni elemento superfluo all'impiego in pista.

### Callaway Camaro Hendrick Motorsports 25th Anniversary
Nel 2009 la Hendrick Motorsports, uno dei grandi team del campionato statunitense NASCAR, richiese al preparatore Chevrolet Callaway la realizzazione di una versione speciale della Chevrolet Camaro SS per commemorare il 25º anniversario dalla sua entrata nel mondo delle corse. La vettura, presentata al SEMA del 2009, venne dotata di un propulsore GM LS3 V8 elaborato per produrre 582 CV di potenza. Ciò permetteva un'accelerazione da 0 a 100 km/h in 4 secondi. Per migliorare la maneggevolezza vennero installati nuovi pneumatici sportivi, mentre l'aerodinamica venne affinata con la costruzione di un nuovo body kit aerodinamico che sfruttava componenti in carbonio per ridurre il peso.

### Callaway Camaro Camaro Z/28 SC652
Nel 2014, basandosi sulla nuova Chevrolet Camaro Z/28, la Callaway produsse la SC652 dotata di un motore Callaway/GM LS7 V8 elaborato da 655 CV con 850 Nm di coppia.

## Attività sportiva
Tra il 1967 e il 1969 il Team Penske ha impiegato la Camaro Z28 nel campionato Trans-Am, conquistando la vittoria tra il 1968 e il 1969 con il pilota Mark Donohue. La vettura era dotata di una struttura irrigidita da un roll-bar che aveva anche la funzione di proteggere il pilota in caso di incidente. Nella sezione laterale della vettura vennero praticate diverse aperture per convogliare l'aria sull'impianto frenante in modo tale da raffreddarlo. Il propulsore era realizzato dalla Traco Racing Engines e produceva 450 CV di potenza.

Nel 1969 una Camaro venne convertita dagli studenti californiani del Chaffey College in una vettura da competizione adatta alla partecipazione al campionato Trans-Am. Realizzata su iniziativa del professor Sam Contino (docente di tecnologia automobilistica presso il college), rappresentò la prima vettura da competizione realizzata e portata in gara dai ragazzi di un college statunitense.

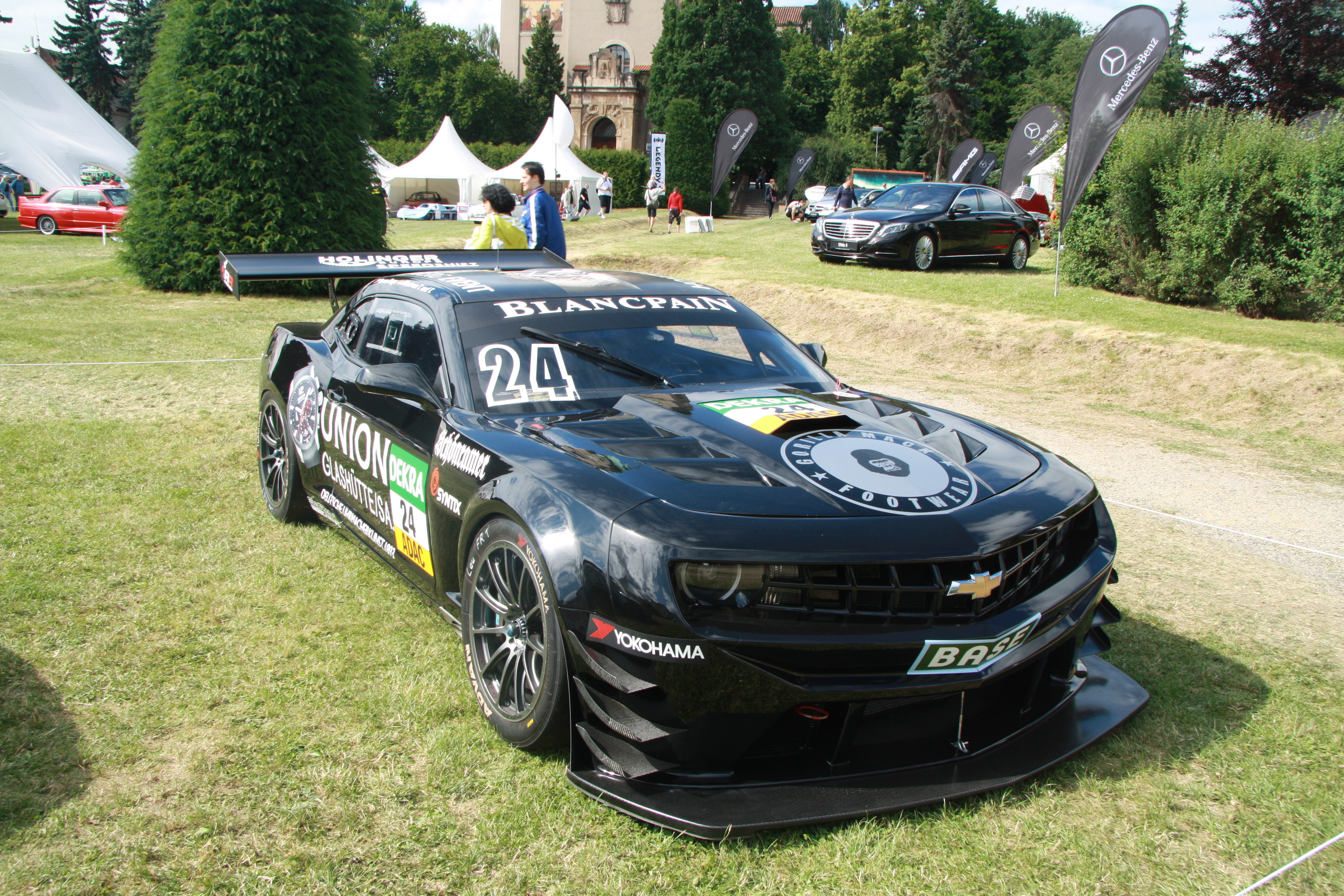
Chevrolet Camaro Racing del 2014

Nel 1971 una Chevrolet Camaro Z28 dell'Alan Green Chevrolet Team vinse il NorPac SCCA "A" Sedan Championship pilotata da Max Dudley. La vettura combinava diverse componenti derivate dalla sua precedente partecipazione ad eventi riservati a vetture Nascar e Trans-Am, ed'era inoltre dotata di un propulsore TRACO Engineering che produceva la potenza di 485 CV essendo abbinato ad un collettore di aspirazione Cross- Ram e a due carburatori Holley.
Nel 2008 la Chevrolet in collaborazione con la Riley Technologies ha realizzato una concept da gara della 5ª generazione della Camaro. Denominata GS Racecar Concept, è stata sviluppata per essere impiegata nella classe GS della Grand Am Koni Challenge. Il propulsore installato è un V8 da 422 CV e 553 Nm di coppia gestito da un cambio manuale a sei marce.
Nel 2010 il team BR Racing ha deciso di iscriversi al Formula DRIFT Championship impiegando una Chevrolet Camaro SS. Il propulsore è un GM Performance LS-A 6.2 da 600 CV di potenza, il corpo vettura è realizzato in carbonio per contenerne il peso.